# Phytoecia rufipes
Phytoecia rufipes — вид жесткокрылых из семейства усачей.

## Распространение
Распространён в западной части Палеарктики.

## Описание
Общая длина вида от 6 до 14 мм. Время лёта с апреля по июнь.

## Развитие
Жизненный цикл вида длится всего год.

## Подвиды
- Phytoecia rufipes bangi Pic, 1901 — распространён в Турции, Сирии и Иране. Длиной 6—10 мм.
- Phytoecia rufipes latior Pic, 1895 — распространён в Сирии. Длиной 6—12 мм.
- Phytoecia rufipes rufipes (Olivier, 1795) — распространён в Австрии, Южной Европе, Турции и Северной Африке. Кормовыми Растениями являются зонтичные (Apiaceae).